# Corrupt (film din 1999)
Corrupt (titlu original: Corrupt) este un film american din 1999 regizat de Albert Pyun. Rolurile principale au fost interpretate de actorii Ice-T și Silkk the Shocker.

## Prezentare
După zeci de ani de violență stradală, două bande au încheiat în sfârșit un armistițiu. M.J. (Silkk The Shocker) a găsit în sfârșit o modalitate de a ieși din cartierul mortal în care locuiesc el și sora lui Jodi. Corrupt (Ice-T) este singura persoană care stă în calea lui M.J. Acest lucru va duce la un război între două bande.

## Distribuție
- Ice-T - Corrupt
- Silkk the Shocker - M.J.
- Miss Jones - Margo
- Ernie Hudson Jr. - Miles
- Karen Dyer - Jodi
- T.J. Storm - Cinque
- Tahitia Hicks - Lisa (as Tahitia)
- Taylor Scott - Pammi
- Jahi J.J. Zuri - Yazu
- Romany Malco - Snackbar Man

## Producție
Regizorul, Albert Pyun, a filmat Corrupt simultan cu alte două filme „urbane”, The Wrecking Crew și Urban Menace (ambele din 1999), asigurându-se că producătorii săi au profitat la maximum de banii lor. Unele scene au fost filmate într-o fabrică părăsită din Europa de Est cu un buget redus.